# Хани (Якутия)
Ха́ни — посёлок городского типа в Нерюнгринском районе Республики Саха (Якутия) России. Образует городское поселение «Посёлок Хани».
Население — 641 чел. (2023).
Расстояние на карте по прямой до районного центра —- 291 км, поездом маршрут от Хани до Нерюнгри (через ст. Тынду Амурской области) составит примерно 715 км, время в пути в один конец около 17 часов.
Образование
В поселке действует общеобразовательная школа и детская школа искусств
Хани расположен в самой юго-западной точке Нерюнгринского района Якутии на стыке Якутии, Амурской области и Забайкальского края, разница с московским временем составляет +6 часов.

## История
Возник в 1970-х годах в связи со строительством Байкало-Амурской железнодорожной магистрали. Строили посёлок и станцию Хани строители из Литовской ССР, Украинской ССР.
Статус посёлка городского типа — с 1981 года. 15 декабря 1987 года передан из Олёкминского района в административное подчинение городу Нерюнгри.

## Население
| 1989 | 2002 | 2009 | 2010 | 2011 | 2012 | 2013 |
| ---- | ---- | ---- | ---- | ---- | ---- | ---- |
| 2362 | ↘933 | ↗961 | ↘764 | ↘763 | ↘751 | ↘742 |
| 2014 | 2015 | 2016 | 2017 | 2018 | 2019 | 2020 |
| ↘723 | ↘677 | ↘663 | ↘636 | ↗665 | ↘628 | ↘617 |
| 2021 | 2023 |      |      |      |      |      |
| ↗651 | ↘641 |      |      |      |      |      |

## Транспорт и связь
В поселке находится железнодорожная станция Хани Тындинского региона Дальневосточной железной дороги.
В районный центр кроме ж.д. транспорта можно проехать на автомобиле что составит 710 км и займет около 13 часов.
В посёлке действуют сотовые операторы «Билайн», «МТС», «Ростелеком». Местную городскую (проводную) связь обеспечивает подразделение ОАО «Ростелеком».